# Saint-Amand-les-Eaux
Saint-Amand-les-Eaux (Flemish: Sint-Amands-aan-de-Skarpe) là một xã ở tỉnh Nord ở miền bắc nước Pháp. Xã này có diện tích 33,81 km², dân số năm 1999 là 16.777 người. Khu vực này có độ cao trung bình 17 mét trên mực nước biển.

## Thành phố kết nghĩa
- Andernach, Đức
- Irvine, Scotland